# Roel Boomstra
Roel Boomstra (né le 9 mars 1993 à Utrecht) est un grand maître international de dames néerlandais, champion du monde 2022, il a aussi remporté le championnat du monde en 2016 et 2018. Il a fini troisième du championnat du monde en 2013 à Oufa et en 2021 à Talinn. Roel Boomstra a également remporté le championnat d'Europe en 2014 et le championnat des Pays-Bas (en) en 2012 et 2015.
À vingt-neuf ans, champion du monde en titre et après avoir remporté la Coupe du monde 2022, il annonce arrêter sa carrière professionnelle de joueur.